# Hilmer Verdin
Hilmer Verdin (Brugge, 7 maart 1921 - 21 september 2006) was een Belgisch componist, orgelist en koordirigent.

## Levensloop
Verdin studeerde aan het conservatorium van Brugge notenleer bij Grégoire Jooris, piano bij Joseph Van Roy, orgel bij Jacques Cornelis, harmonieleer bij Joseph Ryelandt en muziekgeschiedenis bij Marcel Boereboom. Hij studeerde verder aan het Lemmensinstituut in Mechelen, docneten waren er Jules Van Nuffel (analyse, koordirectie, kerkmuziek en muziekgeschiedenis), Laurent Swolfs (zang), Marinus De Jong (piano en contrapunt) en Flor Peeters en rondde de studie in 1943 af met een prijs van uitmuntendheid. Opnieuw studeerde hij verder en nu aan het Koninklijk Conservatorium Gent bij Gabriël Verschraegen, Laurent Swolfs en privélessen van Jules Bouquet. Hij volgde Léandre Vilain op als orgelist van de Sint-Petrus-en-Pauluskerk in Oostende (1945-1951). Hij was vele jaren de orgelist in de Brugse Sint-Pietersabdij. 
Hij was muziekleraar aan de Rijksmiddelbare scholen te Maldegem en Assebroek en vanaf 1973 orgelleraar aan de stedelijke muziekacademie Izegem.

## Koorleider
Verdin dirigeerde verschillende koren:
- Variakoor, Oostende (1945-1952);
- Veremanskoor, Brugge (1952-1957);
- Madrigalenkoor Die Getrouwen, in 1957 door hem opgericht;
- Mannenkoor De Gezellen van de H. Michiel, Sint-Michiels (vanaf 1960).

## Componist
Verdin componeerde:
- Legende van de Amazonestroom (cantate op tekst van Jan Vercammen), bekroond in 1967 met de provinciale prijs van West-Vlaanderen voor muziek.
- Twee missen voor twee gelijke stemmen.
- Liederen op teksten van Valeer van Kerkhove, Guido Gezelle, Alice Nahon, A. Van Holm.
- Muziek op tekst van Molenaarsliedeke door René De Clercq.
- Koorbewerking van Tineke van Heule door Emiel Hullebroeck.
- Koorbewerking van Stabat Mater door Giovanni Pergolesi.